# William Murray (1er comte de Dysart)
Pour les articles homonymes, voir Murray.
William Murray, 1er comte de Dysart (c. 1600 – décembre 1655) est un pair et courtisan écossais. Durant son enfance, il est éduqué auprès du futur roi Charles Ier. Plus tard, il sert comme valet de chambre pour Charles Ier d'Angleterre avant de servir ensuite comme conseiller du roi. Il prend une part active à ses côtés lors de la première guerre civile anglaise.

## Biographie

### Enfance
William Murray naît aux environs de 1600. Il est le seul fils de William Murray (1561?–1616), pasteur de Dysart, Fife, et de son épouse Margaret. Son père est un frère cadet d'Alexander Murray de Woodend et descend d'un fils cadet de la famille de Dollarie, qui est une branche de la maison de Tullibardine. Son oncle, Thomas Murray, emmène son neveu à la cour alors qu'il est encore enfant et l'éduque en même temps que le prince Charles. Ce dernier et Murray ont à peu près le même âge et deviennent très proches. Murray est qualifié de « bouc émissaire » dans certaines biographies, dont celle de Gilbert Burnet,.

### Au service du roi CharlesIer
William Murray est le palefrenier de la chambre du prince Charles. Le 26 février 1626, il part se battre en duel avec Humphrey Tufton. Au lieu de cela, Murray se bat avec son propre second, Gibson, un maître artilleur écossais de l'artillerie royale et le tue.
En 1626, Charles Ier, désormais roi, le nomme valet de chambre et le garde à son service toute sa vie. Charles accorde à Murray le bail de Ham House, près du palais de Richmond, à Londres, idéalement situé pour accéder aux palais de Londres, Hampton Court et Windsor. C'est à Ham House que Murray établit sa famille.
William Murray a une grande influence sur Charles - au point d'en abuser selon certaines personnes - à la fois comme conseiller et pour obtenir des faveurs pour d'autres. Il est étroitement lié à certains des principaux covenantaires — son oncle est le révérend Robert Murray, pasteur de Methven de 1615 à 1648, dont la fille a épousé le théologien George Gillespie — et William Murray est un intermédiaire dans les négociations privées entre eux et le roi. James Graham, 1er marquis de Montrose affirme que William Murray a envoyé aux Écossais à Newcastle, en octobre 1640, des copies de lettres privées qu'il a écrites au roi, alors à York. Il accompagne Charles en Écosse en 1641 et, ayant été en contact avec Montrose (alors prisonnier au château d'Édimbourg, sur ordre des covenantaires), il joue l'intermédiaire entre l'un et l'autre. Après avoir encouragé la destitution d'Hamilton et d'Argyll, on dit que William Murray les a informés du danger qu'ils couraient, et a favorisé leur fuite. À cette époque, William Murray jouit d'une grande faveur auprès de l'Église écossaise, car peu après le retour du roi en Angleterre, la commission de l'Assemblée demande à Charles de « lui confier la gestion des affaires de l'Église concernant Sa Majesté ». On croyait généralement que Murray avait révélé à son ami, George Digby, 2e comte de Bristol, l'intention du roi d'arrêter les cinq membres de la Chambre des communes, et que Digby avait trahi le secret.

### Guerre civile anglaise
Au début de la première guerre civile anglaise, le roi Charles Ier envoie Murray rencontrer James Graham, 1er marquis de Montrose  pour l'informer, ainsi que d'autres amis en Écosse, de l'état de ses affaires et pour obtenir leurs conseils et leur aide. En 1645, Murray se trouve auprès de la reine Henriette-Marie de France à Paris, et est employé par elle dans ses négociations au nom du roi avec les puissances étrangères et avec le pape Innocent X. À son retour en Angleterre en février 1646, il est capturé comme espion alors qu'il traverse Canterbury et il est emprisonné à la Tour de Londres. Il y est détenu jusqu'à l'été, date à laquelle il est libéré grâce à l'influence des commissaires écossais à Londres, qui soulignent « qu'il avait rendu de bons services à plusieurs des meilleurs ministres d'Écosse ».
Il est autorisé à se rendre auprès du roi, alors à Newcastle, sous réserve auprès de ses compatriotes, qu'il fasse tout ce qui est en son pouvoir pour l'inciter à céder aux conditions du Long parlement. En septembre, Charles Ier écrit à la reine : « William Murray est lâché à Londres. […] Quant à la religion, lui et moi sommes en train de nous consulter pour trouver les meilleurs moyens de nous y adapter sans aller directement à l'encontre de ma conscience. […] Nous nous consultons pour trouver une conformité actuelle qui soit conforme à la conscience et à la politique. » En octobre, Murray est renvoyé à Londres pour une mission secrète, qu'il entreprend au risque de « mettre sa tête en danger ». À son retour, il informe le roi « que les commissaires écossais l'empêchent de faire quoi que ce soit à cause du peu d'espoir qu'il peut leur donner de ratifier le pacte ». Peu après, lui et Sir Robert Murray prennent des dispositions pour la fuite du roi, mais au moment de passer à l'action, Charles change d'avis. Il est livré aux Anglais et Murray désormais interdit de séjour en Angleterre retourne sur le continent.

### Dernières années
En 1648, Henriette Marie de France l'envoie en Écosse pour favoriser « l'engagement » et persuader ses compatriotes de recevoir le prince de Galles, qu'elle souhaite voir participer à la libération du roi. Il essaye d'abord d'inciter Argyll et le parti dominant de l'Église à soutenir les résolutions des États écossais. Cette démarche ayant échoué, il prend conseil auprès du duc d'Hamilton et de ses amis, et en mai, il revient sur le continent avec des lettres de leur part invitant officiellement le prince à venir en Écosse.
Parmi ceux qui se rassemblent autour Charles II à La Haye immédiatement après l'exécution de son père Charles Ier, Lord Byron mentionne « le vieux William Murray, employé ici par Argyll ». Les commissaires écossais reviennent insatisfaits de leur visite en République hollandaise en juin 1649, alors Charles II envoie William Murray avec des lettres privées à Argyll et à Loudoun. C'est apparemment à cette période que John Livingston fait référence dans son « Autobiographie » lorsqu'il dit que William Murray et Robert Moray, qui ont longtemps été très proches d'Argyll, « lui ont fait espérer que le roi pourrait épouser sa fille ».
En 1650, alors que les commissaires écossais traitaient avec Charles à Breda, Murray est envoyé, en mai, avec des instructions à leur intention. William Fleming, qui apporte des lettres de Charles à James Graham, 1er marquis de Montrose, avec qui il est toujours en correspondance, est chargé de conseiller William Murray et d'autres sur la question de savoir si Montrose doit ou non défendre le champ de bataille. Cela montre que Murray encourage et partage la duplicité du roi. Burnet dit que Murray est « très insinuant, mais très menteur, et d'un tempérament si vindicatif que plutôt que de voir ses ennemis donner des conseils, il les aurait trahis le roi et eux. On croyait généralement qu'il avait trahi le plus important de tous ses secrets [ceux du roi] à ses ennemis. Il avait une qualité particulière : quand il était ivre, ce qui était très souvent le cas, il était très réservé, alors qu'il se montrait très ouvert dans tous les autres moments. » 

### Anoblissement
Il reçoit son comté de Charles Ier à Oxford en 1643, ou, comme le dit Burnet, à Newcastle en 1646, lorsqu'il persuade le roi de l'anticiper de trois ans. Gilbert Burnet, dans ses écrits, accuse William Murray « d'être « très faux » et d'avoir obtenu son mandat de comte à Newcastle, en persuadant le roi de l'antidater comme s'il avait été signé à Oxford, afin « d'avoir la préséance sur certaines personnes qu'il détestait ». »,. Comme la patente n'a pas reçu le grand sceau royal, Murray est classé comme roturier jusqu'en 1651, date à laquelle, selon le « Journal » de Lament, plusieurs membres de la noblesse sont anoblis par Charles II, et parmi eux « William Murray de la chambre à coucher, qui a été fait Lord Dysart ».

### Famille
Il épouse Catherine Bruce, petite-fille de Robert Bruce de Clackmannan et de Margaret Murray de la famille Tullibardine, et ils ont quatre filles. La première, Elizabeth Murray, née en 1626, hérite du titre de son père et devient plus tard Elizabeth Maitland, duchesse de Lauderdale. Anne et Catherine Murray ne se sont jamais mariées, mais la plus jeune fille, Margaret Murray, épouse William Maynard, 2e baron Maynard.

### Mort
Certains pensaient que Murray est mort en exil en France, et un des premiers biographes pensait qu'il était mort en 1651. Cependant, on sait qu'il est décédé à Édimbourg en décembre 1655 et que son cousin, Thomas Murray, un avocat écossais, a rédigé des rapports pour ses filles.

## Biographie
- (en) Andrew Thrush et John P. Ferris, « Murray, William (c.1600-1655), of St. Martin-in-the-Fields, Westminster and Ham, Surr. », The History of Parliament: the House of Commons 1604-1629,‎ 2010, p. 1604-1629 (lire en ligne)

## Sources
- Cet article incorpore des textes d'une publication faisant désormais partie du domaine public : George Washington Sprott, Murray, William (1600-1651) dans Sidney Lee, Dictionary of National Biography, vol. 39, Londres, Smith, Elder & Co, 1894 p407-408. Sprott cite les sources suivantes :
  - Douglas's Peerage
  - Complete Peerage, by G. E. C.
  - Clarendon's History
  - Gardiner's History of the Civil War
  - Balfour's Annals
  - Baillie's Letters
  - Burnet's History of his own Time, and Memoirs of the Dukes of Hamilton
  - Letters of Charles I in 1646 (Camden Society, 1855)
  - Disraeli's Charles I
  - Masson's Life of Milton
  - Napier's Life of Montrose.